# 1886 en sport
Cet article présente les faits marquants de l'année 1886 en sport.

## Athlétisme
- 23 août : le Britannique Walter George, qui est passé professionnel récemment en raison de l’absence de concurrence bat le record du Mile (1609,36 m) détenu par l'Écossais William Cummings en 4 min 12 s 3/4. Un record qui sera battu par l’américain John Paul Jones en 1913.
- 1er novembre : « Championnat international » à Paris organisé par le Racing club de France réunissant des athlètes belges, anglais et français.
- 11e édition du championnat britannique de cross-country à Croydon. JE Hickman s’impose en individuel ; Birchfield Harriers enlève le titre par équipe.
- 7e édition des championnats AAA d'athlétisme de Grande-Bretagne :
  - Arthur Wharton remporte le 100 yards ; Charles Wood le 440 yards ; ED Robinson le 880 yards.
  - Thomas Nalder le mile.
  - C Rigers le 4 miles.
  - William Coad le 10 miles.
  - MA Harrison le steeplechase.
  - Charles Daft le 120 yards haies.
  - George Rowdon le saut en hauteur (1,81 m).
  - Tom Ray le saut à la perche (3,34 m).
  - L’Irlandais John Purcell le saut en longueur (6,81 m).
  - L’Irlandais James Mitchell le lancer du poids (11,61 m) et le lancer du marteau (33,63 m).
  - Joseph Jullie le 7 miles marche.
- 11e édition des championnats d'athlétisme des États-Unis :
  - Malcolm Webster Ford (en) remporte le 100 yards et le 200 yards.
  - Le Canadien John Robertson le 440 yards.
  - Charles Smith le 880 yards.
  - Eddie Carter le mile.
  - Edward Carter le 5 miles.
  - Alexander Jordan le 120 yards haies.
  - William Byrd Page le saut en hauteur (1,75 m).
  - Hugh Baxter le saut à la perche (3,09 m).
  - Malcolm Webster Ford (en) le saut en longueur (6,72 m).
  - Frank Lambrecht le lancer du poids (12,83 m).
  - Wilson Coudon le lancer du marteau (29,03 m).

## Aviron
- 3 avril : The Boat Race entre les équipes universitaires d'Oxford et de Cambridge. Cambridge s'impose.

## Baseball
- 9 octobre : 11e édition aux États-Unis du championnat de baseball de la Ligue nationale. Les Chicago White Stockings s’imposent avec 90 victoires et 34 défaites.
- 15 octobre : 5e édition aux États-Unis du championnat de baseball de l'American Association. Les St. Louis Browns s’imposent avec 93 victoires et 46 défaites.
- 18 - 23 octobre : 3e édition aux États-Unis des World's Championship Series de baseball entre les champions de l'American Association et de la Ligue nationale. Les St. Louis Browns s’imposent (4 victoires, 2 défaites) face aux Chicago White Stockings.

## Boxe
- 14 mars : à Larchmont, le boxeur irlandais Jack (Nonpareil) Dempsey bat par KO George LaBlanche et devient champion du monde poids moyens de boxe[1]
- 29 octobre : à Boston, le boxeur irlandais Jack McAuliffe devient le 1er champion du monde en battant Billy Frazier par KO. Il conserve son titre jusqu'en 1893[2].
- 13 novembre : à San Francisco, l'Américain John L. Sullivan assomme l'Irlandais Paddy Ryan dans le troisième round. Il conserve son titre de champion du monde poids lourds de boxe[3]

## Combiné nordique
- 6e édition de la Husebyrennet. Elle se déroule à Ullern, près d'Oslo. L'épreuve, disputée sur un tremplin de 20 mètres et sur une piste de 4 kilomètres est remportée par Mikkjel Hemmestveit, outre le combiné, ce dernier remporte également la compétition de ski de fond, disputée sur 11 kilomètres.

## Cricket
- Première tournée anglaise pour une équipe de cricket indienne : Parsee Gentlemen.
- Le Nottinghamshire est sacré champion de cricket en Angleterre.
- 5 - 7 juillet : premier des trois test matches de la tournée anglaise de l’équipe australienne de cricket. L’Angleterre bat l’Australie par 4 wickets.
- 19 - 21 juillet : 2e des trois test matches de la tournée anglaise de l’équipe australienne de cricket. L’Angleterre bat l’Australie par 126 runs.
- 12 - 14 août : 3e des trois test matches de la tournée anglaise de l’équipe australienne de cricket. L’Angleterre bat l’Australie par 217 runs. L’Angleterre remporte la série des Ashes par 3-0.

## Cyclisme
- Inauguration du Vélodrome de Bordeaux.
- 7e édition de la course cycliste suisse : le Tour du lac Léman. Charles Parent s’impose.

## Escrime
- 6 avril : fondation du Cercle d'escrime d'Asnières, époque qui débouchera sur la création des premiers championnats de France par club d’épée et de fleuret hommes en 1896[4].

## Football
- 13 février : à Glasgow (First Cathkin Park), finale de la 13e édition de la Coupe d'Écosse. Queen's Park bat Renton, 3-1. 7 000 spectateurs.
- 3 avril : finale de la 15e FA Challenge Cup (130 inscrits). Blackburn Rovers 0, West Bromwich Albion 0. 15 000 spectateurs au Kennington Oval. Finale à rejouer.
- 10 avril : finale de la 15e FA Challenge Cup. Blackburn Rovers 2, West Bromwich Albion 0. 12 000 spectateurs au Kennington Oval.
- D'anciens élèves des écoles publics et privés de Portsmouth fondent un club de Plymouth Argyle FC.
- Les ouvriers de l’Arsenal royal de Woolwich fondent un club de football qui prend d’abord le nom de Dial Square avant d’être rebaptisé Royal Arsenal.
- Fondation aux États-Unis de la Saint-Louis Association.

## Football américain
- en Championnat NCAA de football américain, le club de Bulldogs de Yale est champion.

## Football australien
- Geelong remporte le championnat de Football Australien de l’État de Victoria en restant invaincu (24 victoires et 3 nuls). Adelaide champion de South Australia.
- Sydney champion de NSW.
- Fremantle champion du Western.

## Golf
- Inauguration à Yonkers dans l'État de New York aux États-Unis, du premier parcours de golf du continent américain.
- 5 novembre : l'Écossais David Brown remporte l'Open britannique à Musselburgh Links.

## Hockey sur gazon
- 18 janvier : fondation en Angleterre de la Hockey Association.

## Hockey sur glace
- 8 décembre : l'AHA est créée à l'occasion d'une rencontre entre plusieurs représentants de clubs de hockey à Montréal au Victoria Skating Rink[5].

## Joute nautique
- Alexandre Castan remporte le Grand Prix de la Saint-Louis à Cette.

## Polo
- Premier match international de polo entre les États-Unis et l’Angleterre.

## Rugby à XV
- 1er janvier : fondation de l'International Rugby Football Board, son siège est à Dublin. Il définit notamment les règles du jeu et organise les principales compétitions[6].
- 2 janvier : l'Angleterre domine le pays de Galles à Blackheath sur le score de 5 à 3, l’Angleterre bat le Pays de Galles.
- 6 février : match international entre l’équipe d'Angleterre et l’Irlande à Dublin. L’Angleterre s’impose.
- 9 janvier : le pays de Galles subit une deuxième défaite contre l'équipe d'Écosse à Cardiff sur le score de 2 à 0.
- 6 février : l'équipe d'Irlande est battu chez elle à Dublin par l'équipe d'Angleterre grâce à un essai marqué.
- 20 février : l'équipe d’Écosse bat largement l'équipe d'Irlande 4 à 0 à Édimbourg
- 13 mars : match nul entre l’équipe d'Angleterre et l’équipe d’Écosse à Édimbourg.

## Ski
- Première usine de fabrication de ski en Norvège à Christiana (Oslo).

## Sport hippique
- É.-U. : Ben Ali gagne le Kentucky Derby.
- Angleterre : Ormonde gagne le Derby.
- Angleterre : Old Joe gagne le Grand National.
- Irlande : Theodemir gagne le Derby d'Irlande.
- France : Sycomore et Upas (égalité) gagnent le Prix du Jockey Club.
- France : Presta gagne le Prix de Diane.
- Australie : Arsenal gagne la Melbourne Cup.

## Tennis
- 3 - 17 juillet : 10e édition du Tournoi de Wimbledon. L’Anglais William Renshaw s’impose en simple hommes et l’Anglaise Blanche Bingley en simple femmes puis les Anglais William Renshaw et Ernest Renshaw gagnent le double.
- 23 - 28 août : 6e édition du championnat des États-Unis. L'américain Richard Sears s'impose en simple et en double, associé à son compatriote James Dwight.

## Voile
- Martin Stone sur Mayflower remporte la Coupe de l'America.

## Naissances
- 11 janvier : Elsa Rendschmidt, patineuse artistique dames allemande († 9 octobre 1969).
- 13 janvier : André François, footballeur français († 17 mars 1915).
- 15 janvier : Jenő Károly, footballeur, puis entraîneur hongrois († 28 juillet 1926).
- 4 février : Sune Almkvist, footballeur suédois († 8 août 1975).
- 16 février : Andy Ducat, footballeur puis entraîneur et joueur de cricket britannique († 23 juillet 1942).
- 19 février : Nils Hellsten, épéiste et fleurettiste suédois († 12 avril 1962).
- 26 février : Ernest Johnson, hockeyeur sur glace canadien. († 25 mars 1963).
- 28 février : Victor Boin, poloïste, nageur, épéiste puis journaliste et dirigeant sportif belge († 31 mars 1974).
- 2 mars : 
  - Jack Jones, joueur de rugby à XV gallois. († 19 mars 1951).
  - Vittorio Pozzo, footballeur puis entraîneur italien († 21 décembre 1968).
- 5 mars : Paul Radmilovic, poloïste et nageur britannique († 29 septembre 1968).
- 7 mars : René Thomas, pilote de course automobile, de course motocycliste français, puis  pionnier de l'aviation. († 23 septembre 1975).
- 12 mars : John Eke, athlète de fond suédois († 11 juillet 1964).
- 14 mars : Firmin Lambot, cycliste sur route belge († 19 janvier 1964).
- 31 mars : 
  - Vlastimil Lada-Sázavský, sabreur bohémien puis tchécoslovaque. († 22 avril 1956).
  - Enoch West, footballeur britannique († ? septembre 1965).
- 10 avril : John Hayes, athlète de fond américain († 25 août 1965).
- 16 avril : 
  - Michális Dórizas, athlète de lancers grec († 21 octobre 1957).
  - Georges Thurnherr, gymnaste français († 6 avril 1958).
- 26 avril : Benkt Norelius, gymnaste suédois († 30 novembre 1974).
- 29 avril : Reginald Pridmore, hockeyeur sur gazon britannique. († 13 mars 1918).
- 9 mai : Edu Snethlage, footballeur néerlandais († 12 janvier 1941).
- 13 mai : Larry Gardner, joueur de baseball américain († 11 mars 1976).
- 20 mai : Ali Sami Yen, footballeur, puis entraîneur et dirigeant sportif turc. Créateur et président du club de Galatasaray. Sélectionneur de l'équipe de Turquie en 1923. Membre du CIO. († 29 juillet 1951).
- 25 mai : Émile Fiévet, footballeur français († 23 novembre 1952).
- 5 juin Charley Scheibenstock, footballeur suisse. († 25 octobre 1973).
- 14 juin : Pierre Guillemin, joueur de rugby à XV français. († 5 juin 1915).
- 27 juin : Charlie Macartney, joueur de cricket australien. († 9 septembre 1958).
- 5 juillet : Nathaniel Niles, joueur de tennis et patineur artistique américain († 11 juillet 1932).
- 6 juillet : Annette Kellerman, nageuse synchronisée puis actrice australienne († 6 novembre 1975).
- 14 juillet : Georges Bon, footballeur français († 18 décembre 1949).
- 16 juillet : Arthur Bernier, hockeyeur sur glace canadien († 22 mai 1953).
- 19 juillet : Rudolf Degermark, gymnaste et homme d'affaires suédois. († 21 mai 1960).
- 25 juillet : Alexander Steel, footballeur écossais. († ? 1954).
- 9 août :
  - Jean Dubly, footballeur français († 21 novembre 1953).
  - Frederick Holmes, tireur à la corde  britannique († 9 novembre 1944).
  - Jops Reeman, footballeur néerlandais († 16 mars 1959).
- 24 août : Paolo Zuccarelli, pilote de courses automobile italien. († 19 juin 1913).
- 20 septembre : Zacharie Baton, footballeur français († 21 février 1925).
- 25 septembre : May Sutton, joueuse de tennis américain. († 4 octobre 1975).
- 27 septembre : Lucien Gaudin, épéiste, fleurettiste et sabreur français. († 23 septembre 1934).
- 29 septembre : Eugène Pollet, gymnaste français. († 16 décembre 1967).
- 9 octobre : Rube Marquard, joueur de baseball américain. († 1er juin 1980).
- 10 octobre : Arvid Holmberg, gymnaste suédois. († 11 septembre 1958).
- 23 octobre :
  - Charles Crupelandt, cycliste  sur route français. († 18 février 1955).
  - Ernest Friderich, pilote de courses automobile français. († 22 janvier 1954).
- 26 octobre : 
  - Hanns Braun, athlète sprint et de demi-fond allemand. († 9 octobre 1918).
  - Peter Farmer, footballeur et entraîneur écossais. († 4 septembre 1964).
- 28 octobre : Frans de Bruijn Kops, footballeur néerlandais. († 22 janvier 1979).
- 31 octobre : Haakon Sörvik, gymnaste suédois. († 30 mai 1970).
- 1er novembre : Otto Authén, gymnaste norvégien († 7 juillet 1971).
- 6 novembre : Edward Owen, athlète de demi-fond britannique. († 29 septembre 1949).
- 9 novembre : Ed Lindberg, athlète de sprint américain. († ? 1978).
- 16 novembre : Jalmari Eskola, athlète de fond finlandais. († 7 janvier 1958).
- 2 décembre : Earl Cooper, pilote de course automobile américain. († 22 octobre 1965).
- 4 décembre : Jan Thomée, footballeur néerlandais. († 1er avril 1954).
- 8 décembre : Phyllis Johnson, patineuse  en individuelle et en couple britannique († 2 décembre 1967).
- 18 décembre : Ty Cobb, joueur de baseball américain. († 17 juillet 1961).
- 20 décembre : Hazel Hotchkiss, joueuse de tennis américaine († 5 décembre 1974).
- 24 décembre : Peco Bauwens, footballeur, arbitre et dirigeant sportif allemand. († 24 novembre 1963).
- 29 décembre : Norman Hallows, athlète de fond britannique († 16 octobre 1968).